# دات لیک (آلاسکا)
دات لیک (به انگلیسی: Dot Lake) شهرکی در ناحیه سرشماری ساوت‌ایست فیربنکس، آلاسکا ایالت آلاسکا است که جمعیت آن در سرشماری سال ۲۰۰۰ میلادی ۱۹ نفر بوده‌است.